# Суботін Андрій Валерійович
Андрі́й Вале́рійович Субо́тін (с. Толбузино, Амурська область — 7 травня 2022, м. Маріуполь, Донецька область) — український правник (капітан юстиції)(посмертно), прикордонник Державної прикордонної служби України, учасник російсько-української війни. Герой України (2024, посмертно). Кавалер ордена «За мужність» III ступеня (2022, посмертно).

## Життєпис
Андрій Суботін народився в селі Толбузиному в сім'ї прикордонника.
Мав три вищих освіти. Працював юристом на Київщині.
У 2019 році приєднався до лав Донецького прикордонного загону (м. Маріуполь), де був призначений на посаду юриста. Під час служби познайомився з Валерією Карпиленко («Нава»).
Після початку повномасштабного російського вторгнення в Україну тримав оборону Маріуполя. 26 березня 2022 року зазнав поранень стегна й руки, тоді він потрапив до шпиталю «Азовсталі». 5 травня 2022 року одружився з Валерією; дві обручки з фольги він виготовив самостійно. Згодом Андрій повернувся на позиції, де загинув 7 травня 2022 року внаслідок завданих йому поранень, несумісних із життям, під час обстрілу з гранатомета і стрілецької зброї. 12 травня 2022 року трагічну історію пари на своєму ютуб-каналі опублікував Дмитро Козацький.
Залишилися батьки та дружина.

## Нагороди
- звання Герой України з удостоєнням ордена «Золота Зірка» (23 серпня 2024, посмертно) — за особисту мужність і героїзм, виявлені у захисті державного суверенітету та територіальної цілісності України, самовіддане служіння Українському народові[2];
- орден «За мужність» III ступеня (15 червня 2022, посмертно) — за особисту мужність і самовіддані дії, виявлені у захисті державного суверенітету та територіальної цілісності України, вірність військовій присязі[3].